# Textulariida
Textulariida es un orden de foraminíferos (clase Foraminiferea, o Foraminifera), tradicionalmente considerado suborden Textulariina del orden Foraminiferida. Es uno de los grupos de foraminíferos más comunes y de mayor diversidad morfológica, junto con Rotaliida. Su rango cronoestratigráfico abarca desde el Cámbrico hasta la Actualidad.

## Descripción
Son un grupo de foraminíferos bentónicos que presentan conchas aglutinadas, compuestas de partículas recogidas del exterior (granos de arena, espículas de esponjas, láminas de mica, conchas de otros foraminíferos, diatomeas, etc.) y fijadas con un cemento secretado por el propio foraminífero. Este cemento puede ser orgánico, calcáreo, silíceo o de óxido férrico, aunque básicamente hay dos tipos de paredes: aglutinado con cemento orgánico y aglutinado con cemento calcáreo (además del orgánico). Sus conchas presentan una gran diversidad morfológica, desde simples conchas globulares, irregulares o tubulares no septadas hasta conchas ramificadas, espiraladas, flabeliformes, fusiformes o discoidales. Además, presentan una gran variedad de estructuras internas. Solo los aglutinados calcáreos o los aglutinados orgánicos de pared gruesa presentan poros, los cuales no atraviesan la pared.

## Discusión
Antiguamente incluía todas las especies de concha aglutinada, pero los estudios genéticos muestran que no todos están próximamente relacionados, y varios grupos de concha aglutinada, sobre todo la superfamilia Astrorhizacea, podrían ser incluidos o agrupados en el orden Allogromiida. El resto de aglutinados se siguen incluyendo en Textulariida, aunque a veces se divide en tres órdenes: Trochamminida y Lituolida (cemento orgánico) y Textulariida sensu stricto (cemento calcáreo). Se ha considerado un cuarto orden, Astrorhizida, aunque este último podría ser finalmente agrupado en Allogromiida. Estos cuatro órdenes propuestos son conocidos a partir del Cámbrico. Finalmente se ha propuesto un quinto orden (orden Loftusiida), y hasta un sexto (orden Schlumbergerinida), dentro de los foraminíferos aglutinados tradicionalmente incluidos en Textulariida.

## Clasificación
En las clasificaciones tradicionales, Textulariida incluía las siguientes superfamilias:
- Superfamilia Astrorhizoidea
- Superfamilia Komokioidea
- Superfamilia Hippocrepinoidea
- Superfamilia Ammodiscoidea
- Superfamilia Rzehakinoidea
- Superfamilia Hormosinoidea
- Superfamilia Lituoloidea
- Superfamilia Haplophragmioidea
- Superfamilia Biokovinoidea
- Superfamilia Coscinophragmatoidea
- Superfamilia Cyclolinoidea
- Superfamilia Loftusioidea
- Superfamilia Spiroplectamminoidea
- Superfamilia Pavonitinoidea
- Superfamilia Trochamminoidea
- Superfamilia Verneuilinoidea
- Superfamilia Ataxophragmioidea
- Superfamilia Orbitolinoidea
- Superfamilia Textularioidea

De acuerdo a esta clasificación, el rango cronoestratigráfico de Textulariida abarca desde el Cámbrico hasta la Actualidad. Sin embargo, clasificaciones más modernas han dividido Textulariida en varios órdenes diferentes:
- Orden Astrorhizida
- Orden Lituolida
- Orden Loftusiida
- Orden Trochamminida
- Orden Textulariida

En esta clasificación, Textulariida queda restringido a las siguientes superfamilias:
- Superfamilia Biokovinoidea
- Superfamilia Cyclolinoidea
- Superfamilia Pavonitinoidea
- Superfamilia Orbitolinoidea
- Superfamilia Textularioidea

Con esta clasificación, el rango cronoestratigráfico de Textulariida abarcaría desde el Triásico hasta la Actualidad. No obstante, clasificaciones más recientes restringen aún más el concepto de Textulariida y Textulariina, por la definición de un nuevo orden (orden Loftusiida), y se le asigna solo la tradicional superfamilia Textularioidea, cuyo rango cronoestratigráfico abarca desde el Bajociense (Jurásico medio) hasta la Actualidad; no obstante, subdividen esta superfamilia en tres:
- Superfamilia Eggerelloidea
- Superfamilia Textularioidea
- Superfamilia Chrysalidinoidea